# Itaúna

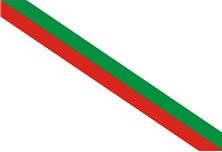
Bandera de Itaúna.

Itaúna es una ciudad de Brasil ubicada en el estado de Minas Gerais a 76 km de la capital Belo Horizonte en una región conocida por Cuadrilátero de Hierro y próxima a la Región Metropolitana de Belo Horizonte, tiene 90 783 habitantes, sus principales actividades económicas son la actividad industrial y la extracción de mineral de hierro en los diversos cerros y montes del municipio.

## Toponimia
De origen tupí-guaraní, "ita" (piedra) y "úna" (negro/a): Piedra negra.

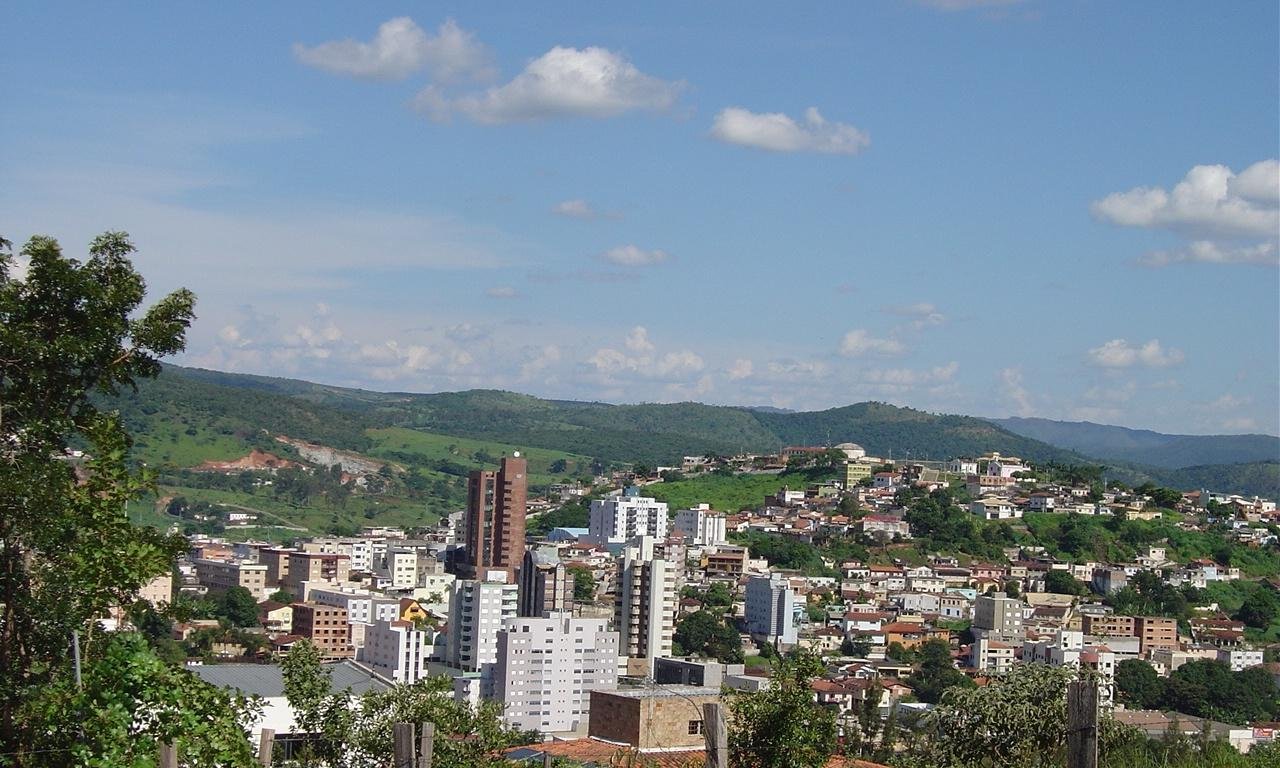
Itaúna en 2004.

## Historia
Itaúna ha pertenecido a los municipios: Sabará: 1711 Pitangui: 1715 Pará de Minas: 1848 Pitangui: 1850 Pará de Minas: 1858 Pitangui: 1872 Pará de Minas: 1874 Itaúna: 1901. El Municipio ha sido creado el 2 de enero de 1902. Los pueblos que componían el territorio de Itaúna cuando se quedó independiente fueron los de "Santana do São João Acima" (sede del municipio y equivalente al que quedó reducido el territorio actual), Carmo do Cajuru y el pueblo de los Tinocos, que pertenecían a Pará de Minas; los de Itatiaiuçu y Conquista (hoy Itaguara), antes del municipio de Bonfim. La mayor contribución para la historiografía de la ciudad es del historiador João Dornas Filho, itaunense nacido el 7 de agosto de 1902. La obra del referido historiador más conocida de los itaunenses es, evidentemente, la que tiene por tema su ciudad natal: "Itaúna - Contribuição para a História do Município" (Itaúna - Contribuición para la Historia del Municipio), publicada en 1936. De acuerdo con João Dornas Filho, el primer habitante del municipio fue Antônio Gonçalves da Guia, de que discordó el ingeniero y empresario itaunense, ya fallecido, Osmário Soares Nogueira, también estudioso de la historia de la región, para quien el primer habitante fue Manuel Pinto. La polémica sobre el primer poblador de la región no se termina en estos dos nombres. Guaracy de Castro Nogueira, historiador y genealogista itaunense, exrector de la Universidad de Itaúna, sostenía que el primero en la región fue el Sargento-mor Gabriel da Silva Pereira, cuyo pentanieto, Osmando Pereira da Silva, vino a ser alcalde de la ciudad. Sobre el origen del municipio, así dice João Dornas en la obra citada: "Lo que se conoce de la historia del Municipio de Itaúna está junto a la historia de Pitangui, Bonfim y Pará de Minas, pues el pueblo de "Santana de São João Acima" perteneció, por muchos años, a estos municipios". Sigue el historiador en la obra escrita en 1936: "Sitio de escasa tradición en la historia de nuestro Estado en la época que las minas de Vila Rica, Ribeirão do Carmo y Sabarabuçu llenaban la imaginación de los paulistas, Santana seguía sosegada, con la ganadería en las orillas del pobre río São João, que todavía hoy mueve en sus aguas nuestro mermado aluvión de oro para las venturosas tierra de Pitangui...". Aun comentando lo que llamó de descubrimiento del municipio: "En aquel tiempo en que la descubierta de oro era la preocupación principal de los paulistas, sitio que no tuviera oro en sus entrañas no merecia la atención del "bandeirante". Era el caso de Santana, que humilde e ignorada, plantaba para sostener los mineros voraces" Un facto importante que necesita ser citado es la gran riqueza que siempre hubo entre Itaúna e Itatiaiuçu tierras de grandes estancieros que llevaron sus familias por formar los pueblos de Itatiaiuçu e Itaúna, en Itaúna el Barrio de "Nossa Senhora de Lourdes" así como la región del barrio "Padre Eustáquio" es compuesta en su mayoría por descendientes de los grandes estancieros que tenían amistad con la familia real.

## Relieve e hidrografía
El punto más alto en Itaúna es la Sierra de los Marques, con 1 191 metros de altitud, el punto más bajo es la Hacienda "Córrego do Sítio", con 857 metros de altitud.
El Río São João (San Juan) pasa por la ciudad, afluente del Río Pará (afluente del Río São Francisco). Son afluentes del Río São João: el "Córrego do Soldado" (Arroyo del Soldado), el "Arroyo dos Capotos", el "Arroyo Calambau", el "Ribeirão dos Coelhos" (Arroyo de los Conejos), el "Arroyo Joanica" y el "Arroyo Bagaço".
Hay dos represas en el territorio: de Benfica y de Britos. El municipio es parte de las cuencas hidrográficas: Cuenca del Río Pará (afluente del Río São Francisco) y Cuenca del Río Paraopeba (afluente del Río São Francisco).
El río tiene gran importancia en la ciudad , y actualmente, la alcaldía de Itaúna ha realizado proyectos de limpieza y conservación.

## Distancia a las Principales Capitales de América del Sur
- Brasilia, Brasil: 773 km
- Buenos Aires, Argentina:  2.741 km
- Asunción, Paraguay: 1.725 km
- Santiago de Chile, Chile: 3.827 km
- Montevideo, Uruguay: 2.489 km
- La Paz, Bolivia: 3.414 km
- Lima, Perú: 4.938 km

Datos: Google Maps

## Educación
En Itaúna hay una institución de enseñanza superior privada llamada Universidad de Itaúna (Universidade de Itaúna) que atrae estudiantes de muchas partes del estado, los principales cursos ofrecidos son odontología, derecho, medicina e ingeniería, además existen otras instituciones educacionales como el Colegio Sant'Ana, Colegio "Estadual" de Itaúna, Colegio Anglo y otros más, todos de educación primaria.

## Barrios
En esta ciudad hay 72 barrios:
Aeroporto, Aeroporto II, Alaita, Antunes, Bela Vista, Belvedere, Centenário, Centro, Cerqueira Lima, Chácara do Quitão, Cidade Nova, Bairro das Graças, Distrito Industrial, Dona Jovenila, Eldorado, Fazenda da Chácara, Garcias, Irmãos Auler, Itaunense, Itaunense II, Jadir Marinho, João Paulo II, JK, Leonane, Lourdes, Morada Nova I, Morada Nova II, Morro do Engenho, Morro do Sol, Murilo Gonçalves, Nogueira Machado, Nogueirinha, Nova Vila Mozart, Novo Horizonte, Olímpio Moreira I, Olímpio Moreira II, Palmeiras, Parque Jardim Santanense, Parque Jardim América, Padre Eustáquio, Piaguaçu, Piedade, Pio XII, Residencial Santanense, Residencial São Geraldo, Santa Edwiges, Santa Mônica, Santa Mônica II, Santanense, Santo Antônio, São Bento, São Geraldo, São Judas Tadeu, Três Marias, Tropical, Universitário, Vale das Aroeiras, Vale dos Pequis, Várzea da Olaria, Veredas, Veredas II, Vila Augusto Chaves, Vila Israel, Vila Mozart, Vila Nazaré, Vila Santa Maria, Vila Tavares , Vila Vilaça y Vitória.

## Deporte
La Alcaldía Municipal mantiene todos los años campeonatos regionales con la participación de los núcleos deportivos de la ciudad e invita algunos equipos de la región. La mayoría de los habitantes de Itaúna son fanes de los equipos de fútbol de Belo Horizonte, los equipos preferidos son Cruzeiro, Atlético Mineiro y América Mineiro. Es la ciudad natal del futbolista John Kennedy (futbolista brasileño), fue el jugador que anotó el gol decisivo del Fluminense ante el Boca Juniors, en la Libertadores de 2023.

## Centros Comerciales
Itaúna no tiene un centro comercial todavía, pero hay dos proyectos ya finalizados:
- El de la Casa Rena Ltda, que tendrá un hipermercado Rena en la Avenida Jove Soares, además de plaza de alimentación, tiendas famosas de sectores variados y salas de cine 3D;[6]
- El Shopping Pátio Itaúna, por las empresas "Constructora Ferreira Miranda" y de la empresa de minería "J.Mendes Nogueira". Será hecho en el centro de la ciudad, con la extensión de 5.100m² de la antigua industria textil Itaunense. El emprendimiento tendrá una mezcla de tiendas, plaza de alimentación y cine.[7]

## Puntos turísticos
- Gruta de la Virgen de Itaúna
- Museo Municipal Francisco Manuel Franco
- Represa del Benfica
- Iglesia del Rosario
- Capilla del Señor del Bonfim
- Plaza de la Matriz
- Iglesia de la Matriz de Sant'Ana
- Campus Verde (Universidad de Itaúna)
- Colegio Sant'Ana[8]